# الإمام الغزالي (مسلسل)
الإمام الغزالي، مسلسل تلفزيوني مصري، عرض في رمضان 1433 هـ/2012م، من إخراج إبراهيم الشوادي وتأليف محمد السيد عيد.

## قصة المسلسل
تدور أحداث المسلسل حول سيرة حياة الإمام الراحل الشيخ (أبو حامد الغزالي)، مجدّد علوم الدين الإسلامي في القرن الخامس الهجري.

## الممثلون
| - محمد رياض: الإمام الغزالي - نرمين الفقي: نجلاء - أحمد وفيق: الحسن بن الصباح - أحمد سلامة: أحمد الغزالي - بهاء ثروت: علي - بثينة رشوان: مريم - ميرنا وليد: سعدي - ميرنا المهندس: جلنار - حسام فارس: صالح - كريم كوجاك: أحمد بن عطاش - فايزة كمال: فاطمة - طارق الدسوقي: نظام الملك | - هبة مجدي: سفري - تامر يسري: ملك شاة - هبة توفيق: شيرين - سماح السعيد - محمود الجندي: الغزالي الأب - احمد خليل[ ؟ ]: عبد الملك بن عطاش - أشرف عبد الغفور - رشوان توفيق - أشرف طلبة: عمرو الصائغ - ياسر علي ماهر - ضياء الميرغني: موسي الوراق - علاء زينهم: نوح | - أحمد عبد الحليم - عثمان محمد علي - محي الدين عبد المحسن: الشيخ العراقي - سناء شافع: ريمون - جلال عبد القادر - سيف عبد الرحمن - محمد عبد المعطي - صبري عبد المنعم - ليلى جمال - عواطف حلمي - أيمن الشيوي: بهيموند - محمد مرزبان | - هدى الإدريسي - خالد عبد السلام - معتز السويفي - عمر خورشيد: بركيا روق - محمد صلاح آدم (ممثل مصري) - رفيف حمدي - جهاد أبو العينين - إيمان أبو الدهب: زمردة - محمود مهدي: السلطان محمد - محمد زيدان - مايا صبحي - عمرو البدالي: تابع الحسن بن الصباح |

بالإضافة إلى:
أحمد الرفاعي - أحمد شيبوب - أحمد ناصر سيف - أدهم أشرف - أشرف عبد الفضيل - أشرف كامل - أكمل - الزناتي حسني - أميل شوقي - إيهاب أحمد فؤاد سليم - جمال يوسف - جميلة عزيز - جورج وصفي - حازم حسام سعدالدين - حازم فؤاد - حسام الشيخ - حسن عبد الله - حمدي إسماعيل - حمزة خاطر - خيري عيد - رحاب عرفة - رشا فؤاد - سامح إبراهيم - سيد الصاوي- شوقي المغازي - شيماء عباس: علياء - صلاح الحسيني - صلاح خليفة - طلعت الشريف - عباس منصور - عبد الحميد سند - عبد الرؤوف الجندي - عبد العاطي صالح - عبد اللطيف الطحاوي - عبد اللطيف كراع - عبد المنعم المرصفي - عبد النبي عطا - عصام العشري - عصام رفعت - عصام علي - علي جمال الدين - عماد العروسي - عمرو شميس - عمرو فريد - غادة علي - فتحي الجارحي - كريم الدسوقي - كمال الحفناوي -كمال زعير - مجدي بدير - مجدي عبد الحليم - محمد أشرف - [[محمد الدسوقي - محمد الشربيني - محمد إيهاب - محمد جلال - محمد حسن[ ؟ ] - محمد سراج - محمد سعيد عبودة - محمد صلاح - محمد عجمي - محمد موسى - محمد نبيل - محمود الشاذلي - محمود الشوربجي - محمود بديوي - محمود زكي - محمود عبد الغفار - محمود يوسف - مصطفى عبد اللطيف - ممدوح السنجري - نبيل البرديسي - هالة هاشم - هيثم توفيق - يحيى زكريا - يوسف العسال - يوسف عبيد
الأطفال
| - كريم الابنودي - علي الأنصاري: - يوسف حافظ - محمد الجاكي | - فهد - يوسف جادو - ياسين جادو | - ميدو علي شعير - مايا الأنصاري - مريم الأنصاري |

## وصلات خارجية
- تتر مسلسل الإمام الغزالي - رمضان2012 على يوتيوب
- أغنية مسلسل الامام الغزالي - عبدالسلام الحسني على يوتيوب